# Okręg wyborczy Stepney and Poplar
Okręg wyborczy Stepney and Poplar powstał w 1974 r. i wysyłał do brytyjskiej Izby Gmin jednego deputowanego. Okręg obejmował część londyńskiego East Endu. Został zniesiony w 1983 r.

## Deputowani do brytyjskiej Izby Gmin z okręgu Stepney and Poplar
- 1974–1983: Peter Shore, Partia Pracy